# Sphacteria
Sphacteria (Grieks: Σφακτηρία, Sfaktiría) is de antieke benaming van een klein, langwerpig Grieks eiland, slechts 4,5 km lang, vóór de Baai van Pylos (of Baai van Navarino) in het zuidwesten van de Peloponnesos. De moderne benaming Sphagia bestond mogelijk al in de Oudheid, vóór de naam Sphacteria.
Het onbewoonde eiland, dat de baai haast volledig afsluit, was tijdens de Peloponnesische Oorlog het strijdtoneel van de Slag bij Sphacteria in 425 v.Chr. Toen een Spartaans leger op het eiland ingesloten raakte, bood de Spartaanse overheid vrede aan, maar de Atheense leider Cleon overreedde de volksvergadering van zijn stad het aanbod af te slaan. Zelf werd hij met het commando belast en slaagde erin de onvoorwaardelijke overgave van de Spartanen af te dwingen. Aan deze overwinning hadden hulptroepen van Messenische vluchtelingen uit Naupactus in belangrijke mate bijgedragen. Het overwinningsmonument van deze geslaagde actie is bewaard gebleven: het is de zogenaamde Niké van Paionios, in het heiligdom van Olympia gewijd aan de Messeniërs die in de slag hadden meegestreden.
In de moderne tijd was de baai opnieuw het strijdtoneel van de Slag van Navarino in 1827, een beslissende fase in de Griekse Onafhankelijkheidsoorlog. Op het eiland staan een aantal monumenten die de gesneuvelden in de Slag van Navarino gedenken. Wie door de baai vaart, kan, naar verluidt, de wrakken van de Turks-Egyptische vloot op de zeebodem zien liggen.
 Portaal Oudheid · Athene · Geschiedenis van Griekenland · Geschiedenis van Athene